# 유영석의 팝콘
《유영석의 팝콘》은 대한민국의 방송국 기독교방송의 라디오 채널 CBS 표준FM에서 매일에는 오후 4시 5분부터 저녁 5시 30분까지 방송되는 팝 음악 전문 라디오 프로그램이다.

## 개요
2015년 9월 14일 CBS 라디오 가을 개편으로 지난 6년간 방송되었던 "싱싱싱"이 종방되고 새롭게 편성되었다. 추억의 팝송을 전문으로 방송하는 프로그램이며 그룹 푸른하늘, 화이트에서 활동했던 가수 유영석이 진행한다. 경남은 매일 / 강원, 전북은 평일 한정 / 광주, 전남은 토요일 한정 / 충북, 부산은 주말 한정 전 시간, 나머지 지역은 1시간 동안 이 프로그램을 청취할 수 있다.

## 역대 방송시간
| 방송 채널  | 방송 기간                         | 방송 시간                  |
| ---------- | --------------------------------- | -------------------------- |
| CBS 표준FM | 2015년 9월 14일 ~ 2022년 9월 25일 | 매일 오후 4:05 ~ 저녁 6:00 |
| CBS 표준FM | 2022년 9월 26일 ~ 현재            | 매일 오후 4:05 ~ 저녁 5:30 |

## 지역 프로그램
- 매일 방송 : 경남CBS

- 방송 안하는 지역 : 광주CBS(평일, 주일), 강원CBS(평일 2부만 팝콘 자체 송신, 주일), 강원영동CBS(주일), 대전CBS(월~토 2부, 주일), 충북CBS(평일 2부), 부산CBS(평일 2부), 울산CBS(토요일 2부), 대구CBS(평일 2부, 일요일), 포항CBS(평일, 주말 2부), 전남CBS(월~금 2부, 주일), 전북CBS(주말 2부), 제주CBS(2부)

- 지역 자체기독교방송 오후 4시 5분대에 시작하는 프로그램

| 프로그램                          | 방송지역                             | 방송국      | 진행자          |
| --------------------------------- | ------------------------------------ | ----------- | --------------- |
| 송정훈의 샬롬 CCM (주일)          | 춘천시, 강원도 영서                  | 강원CBS     | 송정훈 아나운서 |
| 말씀의 향기 (주일)                | 강릉시, 강원도 영동                  | 강원영동CBS |                 |
| 진리의 말씀 (주일)                | 강릉시, 강원도 영동                  | 강원영동CBS |                 |
| 진리의 등대 (주일)                | 강릉시, 강원도 영동                  | 강원영동CBS |                 |
| 말씀의 동산 (주일)                | 강릉시, 강원도 영동                  | 강원영동CBS |                 |
| 인터뷰, 오늘 (평일)               | 대전광역시, 세종특별자치시, 충청남도 | 대전CBS     | 김세환 교수     |
| 홍성성결의 시간 (토)              | 대전광역시, 세종특별자치시, 충청남도 | 대전CBS     |                 |
| 청년부홍의 시간 (토)              | 대전광역시, 세종특별자치시, 충청남도 | 대전CBS     |                 |
| 산정성결의 시간 (일)              | 대전광역시, 세종특별자치시, 충청남도 | 대전CBS     |                 |
| 하늘중앙의 시간 (일)              | 대전광역시, 세종특별자치시, 충청남도 | 대전CBS     |                 |
| 신석의 시간 (일)                  | 대전광역시, 세종특별자치시, 충청남도 | 대전CBS     |                 |
| 신성의 시간 (일)                  | 대전광역시, 세종특별자치시, 충청남도 | 대전CBS     |                 |
| 시사직감 (평일)                   | 충청북도                             | 충북CBS     | 김종현 기자     |
| 국재일의 매거진B (평일)           | 부산광역시                           | 부산CBS     | 국재일 아나운서 |
| CBS 기획강단 (토)                 | 울산광역시                           | 울산CBS     |                 |
| 물맷돌교회 (토)                   | 울산광역시                           | 울산CBS     |                 |
| 뉴스필터 (평일)                   | 대구광역시, 경상북도                 | 대구CBS     | 지영애 아나운서 |
| 송정훈의 샬롬 CCM (일)            | 대구광역시, 경상북도                 | 대구CBS     | 송정훈 아나운서 |
| 푸른 초장으로 (평일)              | 경상북도 동해안                      | 포항CBS     |                 |
| 생명의 빛으로 (평일)              | 경상북도 동해안                      | 포항CBS     |                 |
| 김유정의 톡톡 동해안 (평일)       | 경상북도 동해안                      | 포항CBS     | 김유정 아나운서 |
| 지금은 음악살롱 이성호입니다 (토) | 경상북도 동해안                      | 포항CBS     | 이성호          |
| 말씀의 동산 (일)                  | 경상북도 동해안                      | 포항CBS     |                 |
| 믿음의 유산 (일)                  | 경상북도 동해안                      | 포항CBS     |                 |
| CBS 매거진 (평일)                 | 광주광역시                           | 광주CBS     | 정정섭 아나운서 |
| 진리의 등대 (평일)                | 광주광역시                           | 광주CBS     |                 |
| 쉴만한 물가 (일)                  | 광주광역시                           | 광주CBS     |                 |
| 은혜의 숲 (일)                    | 광주광역시                           | 광주CBS     |                 |
| 중흥강단 (일)                     | 광주광역시                           | 광주CBS     |                 |
| 마르지 않는 샘 (일)               | 광주광역시                           | 광주CBS     |                 |
| 시사포커스 (평일)                 | 전라남도 동부                        | 전남CBS     | 윤승훈 PD       |
| 영혼의 양식 (일)                  | 전라남도 동부                        | 전남CBS     |                 |
| 광야의 소리 (일)                  | 전라남도 동부                        | 전남CBS     |                 |
| 진리와 생명의 말씀 (일)           | 전라남도 동부                        | 전남CBS     |                 |
| 여천제일동산 (일)                 | 전라남도 동부                        | 전남CBS     |                 |
| 말씀의 강단 (토)                  | 전북특별자치도                       | 전북CBS     |                 |
| 말씀의 향기 (토)                  | 전북특별자치도                       | 전북CBS     |                 |
| 산정현강단 (일)                   | 전북특별자치도                       | 전북CBS     |                 |
| 오늘도 예수님처럼 (일)            | 전북특별자치도                       | 전북CBS     |                 |
| 시사매거진 제주 (월~토)           | 제주특별자치도                       | 제주CBS     | 박혜진          |
| 로드인터뷰 사람꽃 (토)            | 제주특별자치도                       | 제주CBS     |                 |
| 바이블스토리 (일)                 | 제주특별자치도                       | 제주CBS     |                 |
| 오늘의 강단 (일)                  | 제주특별자치도                       | 제주CBS     |                 |

## 제작진
- 연출 : 박상완

- 구성 : 김희영

- 진행 : 유영석/스폐셜 무작위 DJ

## 스폐셜 DJ
- 허유빈
- 김정민
- 조장혁
- 김형중
- 이강민
- 이봉규
- 김은영
- 김덕기
- 서연미
- 이지민
- 채선아
- 최정원

## 코너

### 주말 코너
- 주말엔 BGM

### 설날 코너
- 설날엔 BGM

### 추석 코너
- 추석엔 BGM

### CBS 창사 코너
- 창사엔 BGM

### 프로 그램 창립 코너
- 창립엔 BGM

### 표준 FM 창설 코너
- 창설엔 BGM

### 월드컵 코너
- 월드컵엔 BGM

### 올림픽 코너
- 올림픽엔 BGM

### 크리스마스 코너
- 크리스마스엔 BGM

### 송년 코너
- 송년엔 BGM

### 신년 코너
- 신년엔 BGM

### 31절 코너
- 31절엔 BGM

### 부활절 코너
- 부활절엔 BGM

### 어린이날 코너
- 어린이날엔 BGM

### 어버이날 코너
- 어버이날엔 BGM

### 현충일 코너
- 현충일엔 BGM

### 광복절 코너
- 광복절엔 BGM

### 개천절 코너
- 개천절엔 BGM

### 스폐셜 DJ 코너
- 스폐셜 DJ엔 BGM

## 같이 보기
- CBS 표준FM